# Ivan Neronov
Ivan Neronov (in russo Иван Неронов?; 1591 – Monastero Danilov, 1670) è stato un religioso russo.
Deciso assertore della necessità di una profonda "riforma morale" all'interno della Chiesa ortodossa russa, fu uno dei protagonisti della controversia sorta in seguito alla riforma dei libri e delle convenzioni liturgiche posta in essere dal Patriarca Nikon e che sfocerà nel raskol.

## Biografia
Cresciuto in un piccolo villaggio dell'odierno Oblast' di Volgoda, figlio di contadini, si dedicò fin dalla giovinezza alla vita di predicatore. Nonostante la sua bassa estrazione sociale Neronov era infatti stato istruito da un benefattore locale, il cui nome non è riportato nei resoconti storici, e aveva iniziato a leggere e studiare i libri di culto. Allontanatosi dai suoi luoghi d'origine dopo essere stato punito per aver criticato in pubblico la festa di Natale organizzata dal Vescovo di Volgoda, da lui paragonata ai saturnali pagani, Neronov si recò nel paese di Nikol'skoe Sobolevo dove sposò la figlia di un pope. Grazie a tale matrimonio riuscì ad avere la carica di lettore nella chiesa locale. Le sue durissime prediche, che si scagliavano contro l'immoralità di gran parte del clero ortodosso, da lui giudicato indegno e ancora influenzato dalle antiche tradizioni pagane, gli costarono una denuncia al Patriarca Filarete.
Fuggito da Nikol'skoe si rifugiò allora al Monastero della Trinità di San Sergio dove divenne discepolo del archimandrita Danilij, vicino al movimento di Riforma dei testi ecclesiastici che si stava sviluppando a corte, che lo incoraggiò a proseguire nella sua opera di moralizzazione e ricompose il dissidio intervenuto tra il giovane lettore e il Patriarca.
Tornato a Nikol'skoe Sobolevo nelle vesti di diacono, ne divenne pope l'anno successivo senza tuttavia guadagnare alla sua causa i fedeli locali. Si spostò allora insieme alla moglie dapprima a Lyskovo e quindi a Nižnij Novgorod, dove si installò in una chiesa fatiscente e abbandonata iniziando a svolgervi la propria attività. Le funzioni religiose da lui officiate riscossero subito un grande successo soprattutto a causa delle frequenti prediche che Neronov inseriva al loro interno. La liturgia russa infatti, fino ad allora, non prevedeva alcun intervento diretto di colui che la officiava, ridotto a un mero "lettore" della parola divina. Alcuni abitanti di Novgorod tuttavia, soprattutto tra il clero, attribuendo questa innovazione a una mancanza di rispetto per i testi sacri, iniziarono a dogliarsene. La fazione a lui contraria riuscì ad ottenere dapprima il suo arresto, che tuttavia durò solo poche ore, e quindi che fosse preso pubblicamente a bastonate. Tali punizioni furono principalmente causate dell'estremo rigorismo con cui Neronov infarciva le proprie prediche: il governatore di Novgorod, Vasilij Šeremetev, decise infatti di prendere le richiamate misure dopo che il religioso aveva condannato duramente i divertimenti quali orsi ammaestrati e saltimbanchi, di cui Šeremetev era estimatore.
Nel 1649 gli fu affidata la Chiesa della Madonna di Kazan a Mosca. Qui entrò nel circolo degli "Zelatori della Pietà", di cui facevano parte anche il futuro Patriarca Nikon e l'Arciprete Avvakum, associazione che si proponeva riforme ecclesiastiche volte a un maggior rigorismo e che trovarono un forte sostenitore nello zar Alessio I di Russia. Successivamente, con l'ascesa ai vertici del potere religioso di Nikon, tale associazione si sfaldò a causa delle Riforme ai libri ecclesiastici attuate da quest'ultimo. Neronov, così come Avvakum, era fermamente contrario alle modifiche ai testi sacri poiché le riteneva eretiche alla vera ortodossia e parteggiava apertamente con la fazione che vi si opponeva e che più tardi sarebbe confluita nel movimento religioso dei Vecchi Credenti. Il Patriarca, riuscendo ad ottenere l'appoggio incondizionato dello zar, dispose l'arresto di Neronov nell'agosto 1653. Forse intimorito dalla forte ondata di repressione che stava dilagando per tutto il Paese, Neronov abiurò le proprie scelte davanti al Concilio dei vescovi riunito nella seduta del 1º dicembre 1666. Si rifugiò quindi nel Monastero di Danilov, dove si spense nel 1670.